# Willaq Pirqa, el cine de mi pueblo
Willaq Pirqa, el cine de mi pueblo es una película peruana-boliviana de comedia dramática en idioma quechua estrenada en 2022 y dirigida por César Galindo y escrita por Galindo, Augusto Cabada y Gastón Vizcarra. Cuenta la historia de Sistu, un niño de 10 años que vive en una comunidad de Cusco en la década del setenta. Sistu descubre la magia del cine, pero la barrera del idioma impide que su comunidad disfrute de las películas.

## Sinopsis
Sistu y su pequeña comunidad en los Andes descubren la magia del cine. Este encuentro causa revuelo, pero también los confronta con su cultura y resalta las limitaciones de la comunidad para entender y leer español. Como solución, eligen a Sistu para que cada semana vaya al pueblo a ver una película y se la cuente a todos en la plaza. Un día encuentra el canchón vacío, el cine se ha ido. La ilusión de Sistu por contar la historia semanal a la gente que le espera le hace crear su propio cine, con sus propios actores, con su propia cultura y sobre todo, en su propio idioma.

## Reparto
- Víctor Acurio como Sistu
- Hermelinda Luján como Mamá Simona
- Melisa Álvarez como Lucicha
- Alder Yauricasa como Florencio
- Cosme Flores como Rolín
- Bernardo Rosado como Orlando (Proyeccionista)
- Juan Ubaldo Huamán como El Compadre

## Producción
En 2015, la película fue beneficiaria del Estímulo Económico del Ministerio de Cultura, en la competencia de proyectos de largometraje de ficción en lenguas originarias. Posteriormente, se inició el rodaje que duró 5 meses en Maras y Moray, Cusco.

## Lanzamiento
La película se estrenó en la 26.ª edición del Festival de Cine de Lima en agosto de 2022. Se estrenó a nivel nacional el 8 de diciembre de 2022 en 15 salas comerciales. En su segunda semana, las salas se reducirían a 2 para luego solo exhibirse en cines de Cineplanet y otras cadenas que se sumarian al éxito durmiente.

## Recepción

### Taquilla
Willaq Pirqa, el cine de mi pueblo atrajo a 42 000 espectadores a inicios de su sexta semana en los cines y terminando esa misma semana con más de 50 000 asistentes. En su novena semana atrajo a más de 75 000 espectadores. Para la undécima semana, alcanzó los 80 000 asistentes. Finalizó su trayectoria por cines peruanos con 83 382 espectadores tras 14 semanas, convirtiéndose en la película en lengua quechua más vista en el Perú.

### Premios y nominaciones
| Año  | Premio / Festival                  | Categoría                                                           | Recipiente                                      | Resultado | Referencias  |
| ---- | ---------------------------------- | ------------------------------------------------------------------- | ----------------------------------------------- | --------- | ------------ |
| 2022 | Festival de Cine de Lima           | Premio del público a la mejor película                              | Willaq Pirqa, el cine de mi pueblo              | Ganadora  | [ 4 ] [ 19 ] |
| 2022 | Festival de Cine de Lima           | Premio del Jurado Ministerio de Cultura a la Mejor Película Peruana | Willaq Pirqa, el cine de mi pueblo              | Ganadora  | [ 4 ] [ 19 ] |
| 2022 | Festival de Cine de Lima           | Premio de la Comunidad PUCP a la Mejor Película "Hecho en Perú"     | Willaq Pirqa, el cine de mi pueblo              | Ganadora  | [ 4 ] [ 19 ] |
| 2023 | Premios Luces                      | Mejor película                                                      | Willaq Pirqa, el cine de mi pueblo              | Ganadora  | [ 20 ]       |
| 2023 | Premios Luces                      | Mejor actor                                                         | Víctor Acurio                                   | Ganador   | [ 20 ]       |
| 2023 | Premios Luces                      | Mejor actriz                                                        | Hermelinda Luján                                | Nominada  | [ 21 ]       |
| 2023 | 14.ª edición de los Premios APRECI | Mejor película peruana                                              | Willaq Pirqa, el cine de mi pueblo              | Ganadora  | [ 22 ]       |
| 2023 | 14.ª edición de los Premios APRECI | Mejor dirección                                                     | César Galindo                                   | Ganador   | [ 22 ]       |
| 2023 | 14.ª edición de los Premios APRECI | Mejor guion                                                         | César Galindo, Augusto Cabada y Gastón Vizcarra | Ganadores | [ 22 ]       |
| 2023 | 14.ª edición de los Premios APRECI | Mejor actor principal                                               | Víctor Acurio                                   | Ganador   | [ 22 ]       |
| 2023 | 14.ª edición de los Premios APRECI | Mejor actriz de reparto                                             | Hermelinda Luján                                | Ganadora  | [ 22 ]       |